# Atotoztli
Atotoztli (Nahuatl: Atotoztli, IPA: a.to.'tos.tɬi) o Huitzilxochtzin (Nahuatl: Huitzilxōchtzin, IPA: wi.ʦiɬ.'ʃoːʧ.ʦin) (fl. XV secolo) fu una figlia dell'imperatore azteco Motecuhzoma I e di Chichimecacihuatzin, figlia di Cuauhtototzin, re di Cuernavaca.
Sposo' Tezozómoc, figlio del precedente imperatore Itzcóatl, e mise al mondo tre figli che in futuro diventarono imperatori: Axayacatl, Tízoc e Ahuitzotl.